# Farafangana
Farafangana, grad s 25 046 stanovnika na jugoistoku Madagaskara, upravno središte Regije Atsimo-Atsinanane i Distrikta Farafangane u Provinciji Fianarantsoai.
Grad je središte rimokatoličke dijeceze koju vodi biskup Benjamin Marc Ramaroson. Većina stanovnika su pripadnici malgaških naroda Antefasi, Bara i Zafisoro.

## Geografska i klimatska obilježja
Farafangana se nalazi na jugoistoku Madagaskara na obali Indijskog oceana, leži južno od ušća rijeke Manampatrane na raskršću državnih cesta 12 i 27. Udaljena je oko 853 km od glavnog grada Antananariva. Klima je oceanska s primjesama tropske, prosječna dnevna temperatura je oko 27°C. Može varirati od 10°C do 32°C.

## Gospodarstvo i promet
Farafangana ima malu luku na umjetnom kanalu Pangalanes dugom oko 600 km koji je plovni put za manje brodove duž istočne obale Madagaskara, po kojem je moguće doploviti do luke Toamasine na sjever.
Grad posjeduje i malu zračnu luku (IATA: RVA ICAO: FMSG) koja ima liniju za glavni grad Antananarivo. Farafanganu s ostalim gradovima na istočnoj obali povezuje državna cesta 12, a s unutrašnjošću cesta 27.
Najveća atrakcija okoline je Nacionalni park Manonbo, jedna od posljednjih očuvanih tropskih šuma na jugoistoku Madagaskara. Udaljen je oko 30 km južno od grada, stanište je brojnih lemura.

## Vanjske poveznice
- Farafangana na portalu MadaCamp.com